# Genesis (альбом Job for a Cowboy)
| Оценки критиков | Оценки критиков |
| Источник        | Оценка          |
| --------------- | --------------- |
| About.com       | [ 1 ]           |
| AllMusic        | [ 2 ]           |
| Blabbermouth    | [ 3 ]           |
| PopMatters      | [ 4 ]           |

Genesis — дебютный альбом американской дэт-метал-группы Job for a Cowboy. Альбом был выпущен 15 мая 2007 года лейблом Metal Blade Records. Это первый концептуальный альбом группы и он основан на возможных последствиях микрочипа «VeriChip» наряду с книгой откровений и теорией апокалипсиса. В нём также заметны изменения в звучании группы в сторону более простого дэт-метала, в отличие от предыдущего релиза Doom, в котором преобладал дэткор.

## Список композиций
| №                   | Название                     | Длительность |
| ------------------- | ---------------------------- | ------------ |
| 1.                  | «Bearing the Serpent's Lamb» | 2:50         |
| 2.                  | «Reduced to Mere Filth»      | 2:58         |
| 3.                  | «Altered from Catechization» | 4:15         |
| 4.                  | «Upheaval»                   | 2:35         |
| 5.                  | «Embedded»                   | 3:36         |
| 6.                  | «Strings of Hypocrisy»       | 2:25         |
| 7.                  | «Martyrdom Unsealed»         | 2:36         |
| 8.                  | «Blasphemy»                  | 1:42         |
| 9.                  | «The Divine Falsehood»       | 4:24         |
| 10.                 | «Coalescing Prophecy»        | 3:26         |
| Общая длительность: | Общая длительность:          | 30:47        |

## Участники записи
Job for a Cowboy
- Брент Риггс — бас-гитара
- Эллиот Селлерс — ударные
- Джонни Дэйви — вокал
- Бобби Томпсон — гитара
- Рави Бхадрираджу —гитара

## Чарты
| Чарт (2007)                      | Позиция |
| -------------------------------- | ------- |
| US Billboard 200                 | 54      |
| US Billboard Independent Albums  | 2       |
| US Billboard Top Internet Albums | 25      |
| US Billboard Top Rock Albums     | 15      |
| UK Indie Album Chart             | 28      |
| UK Rock & Metal Album Chart      | 26      |

## История релизов
| Регион | Дата           | Лейбл               | Формат       | Каталог      |
| ------ | -------------- | ------------------- | ------------ | ------------ |
| США    | 15 мая 2007    | Metal Blade Records | Compact Disc | 3984-14614-2 |
| США    | 15 апреля 2008 | Metal Blade Records | Vinyl LP     | 3984-14614-1 |